# Tatosoma collectaria
Tatosoma collectaria là một loài bướm đêm trong họ Geometridae.